# Noam Gershony
Noam Gershony (en hebreo: נועם גרשוני‎) (30 de enero de 1983) es un deportista israelí, campeón paralímpico de tenis en silla de ruedas.

## Biografía
Noam fue piloto de helicóptero AH-64 Apache. En la Segunda Guerra del Líbano tuvo un accidente con su helicóptero, donde resultó gravemente herido, sufriendo graves heridas y múltiples fracturas en los cuatro miembros. Para su rehabilitación ingresó a un centro especializado para veteranos discapacitados, donde se dedicó a la práctica del tenis en silla de ruedas y la vela. Su otra actividad es la enseñanza de matemáticas a los jóvenes de forma voluntaria.

## Trayectoria
En el 2008 comenzó su trayectoria deportiva a nivel nacional, ganando su primer Israel Open en 2010.
En el 2012 conquistó la medalla de oro en los Juegos Paralímpicos de Londres en individuales y la de bronce en dobles. En la ceremonia de clausura de estos juegos, fue elegido para ser el abanderado de su país.